# 德銳

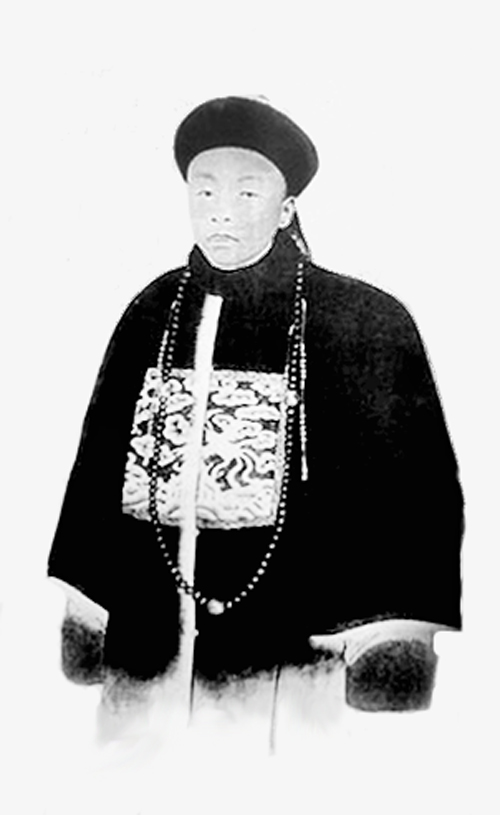
德锐

德銳（1869年—1911年10月），滿洲正白旗人，清朝官员、同進士出身。
光緒二十一年（1895年），参加光緒乙未科殿試，登進士三甲180名。同年五月，著交吏部掣签分发各省，以知县即用。历任长安、三原诸县知县。1911年10月下旬，西安辛亥起义时，西安满城被起义军攻破，居于会城的德锐自杀。妻子、儿子一同自杀。

## 延伸阅读
[在维基数据编辑]
 《清史稿·卷496》，出自趙爾巽《清史稿》